# Stazione di Fiorano
La stazione di Fiorano è una fermata ferroviaria, gestita da Ferrovie Emilia Romagna (FER), posta sulla linea Modena-Sassuolo, a servizio del comune di Fiorano Modenese.

## Storia
La fermata venne attivata il 1º aprile 1883, contestualmente al resto della linea, con sede presso una casa cantoniera costruita a circa 2 km dal centro urbano.
La fermata è stata chiamata anche Fiorano - Ceramiche, per la prossimità all'area industriale cittadina.
Dal 13 giugno 2022 al 9 dicembre 2023 la fermata è stata priva di traffico ferroviario, per via dei lavori di realizzazione di un sovrappasso ferroviario sull'ex Strada statale 467 di Scandiano, in sostituzione di un passaggio a livello, con la conseguente interruzione della circolazione ferroviaria tra Formigine e Sassuolo Terminal..

## Strutture e impianti
La fermata è dotata di un unico binario, servito da un marciapiede. L'antica casa cantoniera, adibita a fabbricato viaggiatori, è oggi chiusa.
Il marciapiede è alto 55 cm. Non sono presenti sottopassi.
Il sistema di informazioni ai viaggiatori è sonoro e video.

## Movimento
La fermata è servita dai treni regionali in servizio sulla tratta Modena-Sassuolo. Dal 15 settembre 2019 i treni di questa linea sono cadenzati uno ogni 40 minuti circa per tutte le fermate. I treni sono svolti da Trenitalia Tper nell'ambito del contratto di servizio stipulato con la regione Emilia-Romagna.
A novembre 2019, la stazione risultava frequentata da un traffico giornaliero medio di circa 162 persone (67 saliti + 95 discesi).